# Taedongpŏp
 (signalé en juillet 2025).
Si vous disposez d'ouvrages ou d'articles de référence ou si vous connaissez des sites web de qualité traitant du thème abordé ici, merci de compléter l'article en donnant les références utiles à sa vérifiabilité et en les liant à la section « Notes et références ».
- Archive Wikiwix
- Bing
- Cairn
- DuckDuckGo
- E. Universalis
- Gallica
- Google
- G. Books
- G. News
- G. Scholar
- Persée
- Qwant
- (zh) Baidu
- (ru) Yandex
- (wd) trouver des œuvres sur Wikidata

Le Taedongpŏp (hangeul : 대동법 ; hanja : 大同法) est une réforme fiscale du XVIIIe siècle en Corée. Alors que le régime Joseon fait face à une contraction monétaire, cette réforme autorise les paysans à payer leurs impôts sou forme de riz, voir en troquant d'autres denrées.